# Fresh Out the Oven
"Fresh Out the Oven" är en låt med den amerikanska artisten Jennifer Lopez, komponerad av The Neptunes till Lopez sjunde studioalbum Love?. Den amerikanska rapparen Pitbull medverkar som gästartist.
Låten gavs ut som en promosingel för sångerskans, vid tidpunkten, kommande skiva den 7 oktober 2009. Den 12 december klättrade singeln till en 14:e plats på USA:s danslista Hot Dance Club Songs. I sin tionde vecka på listan tog den sig till första platsen vilket följaktligen gjorde singeln till Lopez tredje listetta på rad på den topplistan. Kritiker var generellt positiva till spåret. Elena Gorgan vid Softpedia förklarade; "En låt som heter 'Fresh Out the Oven' är såklart ganska substanslös men får ändå lyssnaren att vilja dansa". "Fresh Out the Oven" misslyckades dessvärre att generera några radiospelningar och misslyckades också därför med att ta sig in på några andra singellistor i USA. År 2010 lämnade Lopez Epic Records och skrev istället på för Island Def Jam där hon färdigställde Love?. "Fresh Out the Oven" inkluderades därför aldrig på skivan.
En musikvideo till singeln regisserades av svensken Jonas Åkerlund.

## Format och innehållsförteckningar
- Promosingel (enbart till klubbar och DJ:s)[1]

1. "Fresh Out the Oven" (Karmatronic Remix Radio) - 3:54
2. "Fresh Out the Oven" (Space Cowboy Remix Radio) - 2:17
3. "Fresh Out the Oven" (HQ2 Club Mix) - 6:59
4. "Fresh Out the Oven" (Karmatronic Remix) - 6:53
5. "Fresh Out the Oven" (Space Cowboy Remix) - 4:51
6. "Fresh Out the Oven" (Space Cowboy Remix Dub) - 4:50
7. "Fresh Out the Oven" (Album Version) - 3:35

## Listor
| Lista (2010)                     | Topp position |
| -------------------------------- | ------------- |
| Amerikanska Hot Dance Club Songs | 1             |